# Trypanidius mexicanus
Trypanidius mexicanus là một loài bọ cánh cứng trong họ Cerambycidae.